# جانی کنی
جانی کنی (انگلیسی: Johnny Kenny؛ زادهٔ ۹ ژوئن ۲۰۰۳) بازیکن فوتبال اهل جمهوری ایرلند است.
وی همچنین در تیم ملی فوتبال زیر ۲۱ سال جمهوری ایرلند بازی کرده است.